# Shinzo Koroki
Shinzo Koroki (興梠 慎三, Koroki Shinzo, Miyazaki, 31 juli 1986) is een Japans voetballer die als aanvaller speelt bij Urawa Red Diamonds.

## Clubcarrière
Koroki tekende in 2005 bij Kashima Antlers.

## Japans voetbalelftal
Koroki debuteerde in 2008 in het Japans nationaal elftal en speelde 12 interlands.

## Statistieken
| Japans voetbalelftal | Japans voetbalelftal | Japans voetbalelftal |
| Jaar                 | Wed.                 | Dlp.                 |
| -------------------- | -------------------- | -------------------- |
| 2008                 | 2                    | 0                    |
| 2009                 | 8                    | 0                    |
| 2010                 | 1                    | 0                    |
| 2011                 | 1                    | 0                    |
| 2012                 | 0                    | 0                    |
| 2013                 | 0                    | 0                    |
| 2014                 | 0                    | 0                    |
| 2015                 | 4                    | 0                    |
| Totaal               | 16                   | 0                    |